# Etnápolis
Etnapolis é um centro comercial polifuncional, projetado do arquiteto romano Massimiliano Fuksas. Aberto em 2006, é atualmente a maior estrutura comercial do sul da Itália e um dos maiores da Europa. Foi construído no território do município de Belpasso (província de Catânia), às margens da estrada Catânia-Paternò. Com fácil acesso, o centro comercial é referência para toda Sicília oriental
É o quinto maior centro comercial da Itália com uma superfície de cerca de 105000 m² que se estende por mais de um quilômetro.

## Ligação externa
- Página oficial (em italiano)